# Antonio Cavallero
Antonio Cavallero -o Antonio Caballero en grafia moderna- (Còrdova, 1728 - Granada, ca. 1822) va ser un músic espanyol del classicisme. Té registrades 211 obres a la Capella Reial de Granada, a càrrec de la qual va desenvolupar pràcticament tota la seva vida professional. D'entre els lligalls que componen el catàleg de música d'aquesta institució destaquen, pel seu nombre i la seva extraordinària prolongació cronològica, els corresponents a l'obra d'aquest artista, que va ser nomenat per al càrrec en 1757 i el va deixar oficialment en morir, tancant la relació dels seus mestres titulars.

## Començament a la Capella Reial de Granada

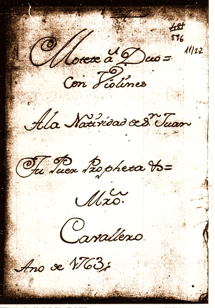
Portada del motet a duo amb violins Tu, puer Propheta d'Antonio Cavallero

Des de la seva fundació i durant segles, la Reial Capella va comptar amb mestres encarregats de la seva direcció. Per accedir a aquest càrrec havien de sotmetre’s els aspirants a concurs públic amb dures proves de composició (una d'elles tancada amb clau), el resultat del qual només podia ser la concessió de la plaça a artistes d'autèntica vàlua. Quatre anys més gran que Joseph Haydn, en el moment d'accedir amb 29 anys al càrrec com a substitut de Pedro Furió, Cavallero era un jove músic de sòlida formació, crescut a l'escola del baix continu i l'estil polifònic que encara es venerava a la primera meitat de segle. Havia assolit, però, els signes de «modernitat» consistents en un cert amanerament melòdic i un cada vegada més suau pressupost harmònic, propis de l'enorme influència italiana que venia de la capital del regne, on Farinelli cantava per als reis (patrons també de Cavallero) al mateix temps que dirigia i dissenyava l'entramat operístic italià de la cort.
La Capella Reial de Granada no va tenir amb els borbons la sort de la seva homònima a la capital, i mentre a Madrid Ferran VI no reparava en despeses i obsequis per a cantants, instrumentistes, llibretistes, escenògrafs, etc., Cavallero, en fer-se càrrec de la Capella Reial de Granada, coneix la primera decepció: compon per a una plantilla més gran de la que pot proporcionar-li el capítol. Aquest acorda, el 19 de desembre de 1757, «que por este año se llamen y busquen por el maestro dos o tres instrumentistas, sin que sirva de ejemplar; y que en adelante el dicho maestro disponga sus funciones de música arreglándose a los individuos que hay en dicha capilla, así de voz como de instrumentos…».

## Desenvolupament en el càrrec i declivi
A partir d'aquí, es realitzarà el treball del jove mestre amb importants aportacions artístiques, encara que constretes, en el desenvolupament de la faceta creativa de «les seves funcions de música». Aquestes requeriran, a més de proporcionar regularment a la capella les composicions estipulades per a la litúrgia, el atendre l'educació dels seises (escolans interns en dependències pertanyents a la capella que prestaven la seva veu i constituïen un autèntic planter musical i religiós) i la cura i manteniment de l'arxiu de música.
Malgrat la seva extraordinària longevitat -va conèixer el regnat de sis monarques d'Espanya- la seva producció datada més enllà de 1799 és escassa a causa dels seus problemes de salut i, possiblement també, a una progressiva manca d'estímul. Aviat havia començat Cavallero a descuidar la seva tasca, i el cabildo va acordar que se celebrés «la junta extraordinaria que en ella se manda para calificar la indocilidad de dicho maestro...» (14 d'octubre de 1763). D'ara endavant, i mentre el mestre va tenir vigor, es plasmarien en les actes continus encreuaments de queixes entre el capítol, el mestre i els altres membres de la capella, així com les llicències que va obtenir don Antonio per intentar accedir a altres places d'Andalusia. A partir de 1799 és progressivament substituït en les seves funcions per diferents músics de l'entorn de la capella, tot i que s'ha d'esmentar, perl seu especial context històric i tardana data, el memorial presentat pel mestre el 5 de març de 1813 (quan comptava 85 anys), en què es queixa dels membres de la capella «que se desentienden de acudirle desde que entraron las tropas francesas».

## Catàleg d'obres
L'obra catalogada que avui es conserva d'Antonio Cavallero a la Capella Reial de Granada és íntegrament de producció per a la litúrgia. Proposa un ventall de plantilles vocals que s'obre des d'una veu solista fins al doble cor a vuit veus, majorment amb acompanyament instrumental. Aquest sol comprendre el baix continu de tecla i arpa recolzat amb violó (violoncel) i contrabaix, més 2 violins i 2 trompes. De vegades s'afegeixen variablement 2  clarins, una flauta obligada (2 en una ària a duo) o un baixó. Cal assenyalar que en l'arxiu de la capella no es troben les partitures de les peces, sinó únicament les parts, i no totes en bon estat, el que requereix un seriós i rigorós treball de reconstrucció i transcripció amb criteri musical competent perquè puguin ser interpretades.
- Obra en llatí: tres misses a doble cor amb acompanyament instrumental; 14 peces entre salms i magnificats; dues lamentacions de Setmana Santa i vint-i-dues peces entre motets i formes afins.
- Obra en castellà: Cent vint-i-cinc peces dedicades a la Nativitat; vint peces dedicades al Santíssim; 5 peces dedicades a la Mare de Déu i setze peces entre cantades, àries i villancets de diferent temàtica.
- Obres de dubtosa atribució: una quarta missa, un villancet al Santíssim i un altre a la Nativitat.

## Recuperació
Amb la mort de Cavallero i el declivi de la real capella, la tasca creativa del seu últim titular va ser gradualment embolicada pel silenci, només parcialment trencat des de la segona meitat de segle XX per la catalogació dels arxius de música amb apèndixs documentals i unes poques inclusions de treballs musicològics. Aquestes aportacions van servir de base perquè el 1998 la capella musical Los Extravagantes realitzés per primera vegada, després d'un treball de reconstrucció de partitures i diverses interpretacions, un concert íntegrament dedicat a rememorar l'obra d'aquest artista.

## Hemeroteca
- Lola Prieto: Granada cuenta con un grupo de música que recupera obras del XVIII (Granada, Ideal, 29 de desembre de 1995).
- Ana L. Munain:  Clásicos i Extravagantes  (Granada, Ideal, 2 de maig de 1997).
- Juan Luis Tapia: El cuarto Ciclo de Música Antigua recupera varias obras de compositores granadinos (Granada, Ideal, 6 de març de 1998).
- José Antonio Lacarcel:  Los Extravagantes iniciaron el IV Ciclo de Música Antigua (Granada, Ideal, 11 de març de 1998).

## Documentació sonora
- Canal Sur - Sogefinsa: Sèrie televisiva «Al sur, Granada»; Capítol 11: «Música histórica». Ària Publica la gràcia, d'Antonio Cavallero, Los Extravagantes; Realització de Miguel Alcobendas (1996).
- Arxiu de RNE: Antonio Cavallero: medio siglo de música en tinieblas'’. Concert al Monestir de Sant Jeroni de la capella musical Los Extravagantes amb Estrella Estévez (tiple), Miquel Ramon (baríton) i la direcció musical de Juan Luis Martínez (Granada, 6 de març de 1998).